# مقصدهای پروازی ایر برلین

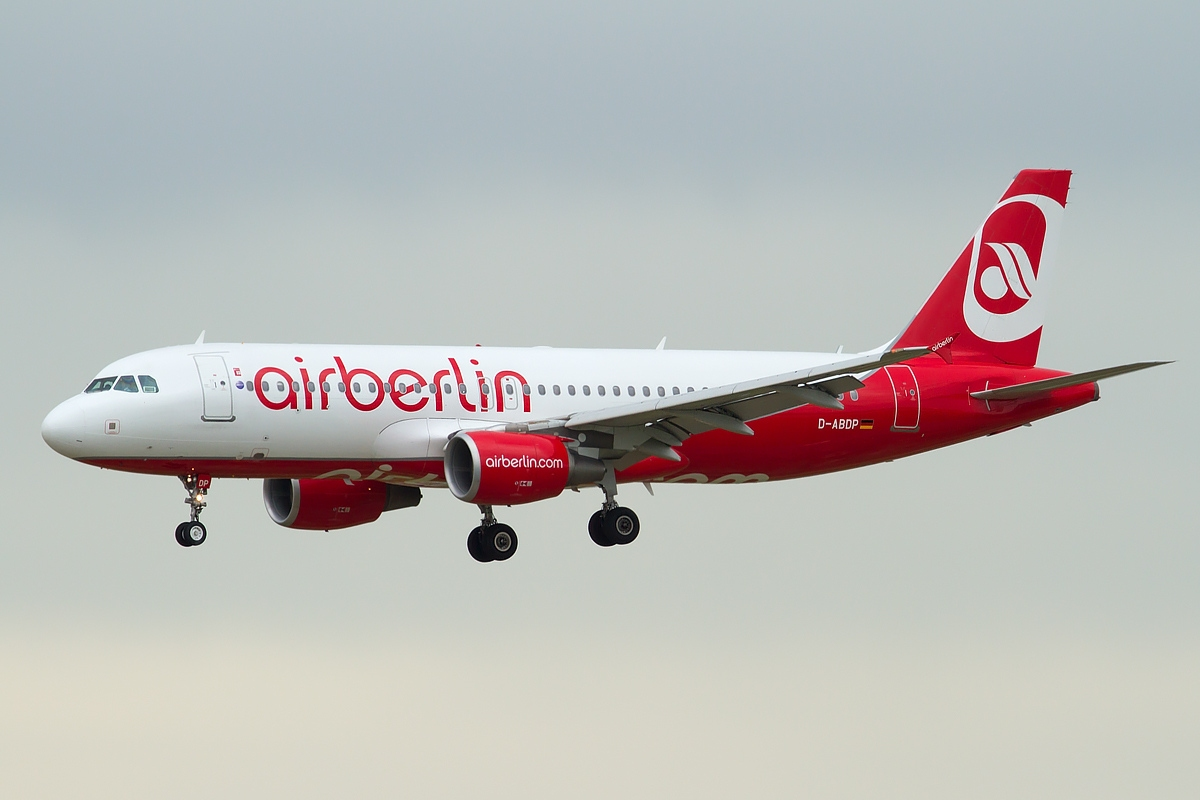
یک فروند ایرباس ای۳۲۰ متعلق به ایر برلین.

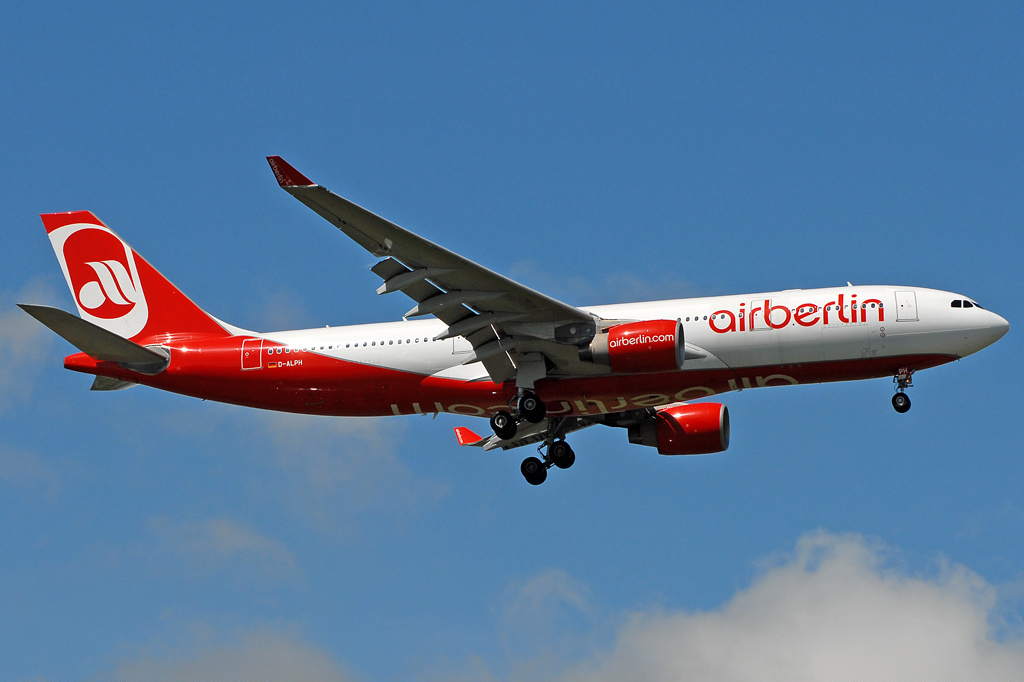
یک فروند ایرباس ای۳۳۰ متعلق به ایر برلین.

مقصدهای پروازی ایر برلین به شرح زیر است:

## مقصدهای کنونی

### آفریقا
مصر
- غردقه – فرودگاه بین‌المللی غردقه
- مرسی علم – فرودگاه بین‌المللی مرسی عالم
- شرم‌الشیخ – فرودگاه بین‌المللی شرم‌الشیخ

مراکش
- اگادیر – فرودگاه اگادیر المسیره
- مراکش – فرودگاه مراکش-منارا

تونس
- Enfidha – فرودگاه بین‌المللی النفیضه حمامات

### آمریکا
باربادوس
- بریج‌تاون – فرودگاه بین‌المللی گرانتلی ادمز [seasonal charter][۲]

کوبا
- هاوانا – فرودگاه بین‌المللی خوزه مارتی
- وارادرو – فرودگاه خوآن گئوآلبرتو گومس

کوراسائو
- ویلمستاد – فرودگاه بین‌المللی هاتو

جمهوری دومینیکن
- استان لا رومانا – فرودگاه بین‌المللی لا رومانا [seasonal charter][۳]
- پوئرتو پلاتا – فرودگاه بین‌المللی گریگوریو لوپرون
- پونتا کانا – فرودگاه بین‌المللی پونتا کانا

مکزیک
- کانکون، کینتانا رو – فرودگاه بین‌المللی کانکون، کینتانا رو

ایالات متحده آمریکا
- بوستون – فرودگاه بین‌المللی لوگان[۴]
- شیکاگو – فرودگاه بین‌المللی اوهر شیکاگو
- فورت مایرز، فلوریدا – فرودگاه بین‌المللی ساوثوست فلوریدا
- لس آنجلس – فرودگاه بین‌المللی لس‌آنجلس
- میامی – فرودگاه بین‌المللی میامی
- نیویورک – فرودگاه بین‌المللی جان اف کندی
- سان فرانسیسکو – فرودگاه بین‌المللی سانفرانسیسکو[۴]

### آسیا
اسرائیل
- تل‌آویو – فرودگاه بین‌المللی بن گوریون

ترکیه
- آنتالیا – فرودگاه آنتالیا

امارات متحده عربی
- ابوظبی – فرودگاه بین‌المللی ابوظبی

### اروپا
اتریش
- گراتس – فرودگاه گراتس
- اینسبروک – فرودگاه اینسبروک [seasonal]
- زالتسبورگ – فرودگاه زالتسبورگ
- وین – فرودگاه بین‌المللی وین

بلغارستان
- صوفیه – فرودگاه صوفیه

کرواسی
- دوبروونیک – فرودگاه دوبروونیک [seasonal]
- پولا – فرودگاه پولا [seasonal]
- رییکا – فرودگاه رییکا [seasonal]
- اسپلیت – فرودگاه اسپلیت [seasonal]
- زادار – فرودگاه زادر [seasonal]

جمهوری چک
- پراگ - فرودگاه پراگ رازیون

دانمارک
- بیلوند، دانمارک - فرودگاه بیلاند
- کپنهاگ – فرودگاه کپنهاگ

فنلاند
- هلسینکی – فرودگاه هلسینکی

فرانسه
- کلوی، ات-کرس – فرودگاه کلوی–سینت-کاترین [seasonal]
- نیس – فرودگاه نیس کوت دازور
- پاریس – فرودگاه اورلی

آلمان
- برلین – فرودگاه برلین تگل Hub
- کلن/بن – فرودگاه کلن بن
- درسدن – فرودگاه درسدن
- دوسلدورف – فرودگاه بین‌المللی دوسلدورف Hub
- فرانکفورت – فرودگاه بین‌المللی فرانکفورت
- فریدریشسهافن – فرودگاه فریدریش هافن [seasonal]
- هامبورگ – فرودگاه هامبورگ focus city
- هانوفر – فرودگاه هانوفر
- کارلسروهه/بادن-بادن – فرودگاه کارلسروهه/بادن-بادن
- لایپتسیگ/هاله – فرودگاه لایپزیگ/هال
- مونیخ – فرودگاه مونیخ focus city
- مونستر/اسنابروک – فرودگاه بین‌المللی مانستر اوسنابروک
- نورنبرگ – فرودگاه نورنبرگ
- پادربورن/لیپ‌اشتات – فرودگاه پادربورن لیپشتات
- زاربروکن – فرودگاه زاربروکن
- اشتوتگارت – فرودگاه اشتوتگارت focus city
- وسترلاند – فرودگاه سایلت

یونان
- کورفو – فرودگاه بین‌المللی کورفو [seasonal]
- هراکلیون – فرودگاه بین‌المللی هراکلین [seasonal]
- Karpathos – فرودگاه ملی جزیره کارپتاس [seasonal]
- کاوالا – فرودگاه بین‌المللی کاوالا [seasonal]
- جزیره کس – فرودگاه بین‌المللی جزیره کوس [seasonal]
- موتیلنه – فرودگاه بین‌المللی موتیلنه [seasonal]
- پاتراس – فرودگاه آراکسوس [seasonal]
- پروزا – فرودگاه ملی اکتیون [seasonal]
- رودس – فرودگاه بین‌المللی رود [seasonal]
- ساموس – فرودگاه بین‌المللی سمس [seasonal]
- سالونیک – فرودگاه بین‌المللی سالونیک [seasonal]
- زاکینتوس – فرودگاه بین‌المللی زاکینثوس [seasonal]

گرنزی
- گرنزی – فرودگاه گوئرنزی [seasonal]

مجارستان
- بوداپست – فرودگاه بین‌المللی بوداپست فرنک لیست

ایسلند
- ریکیاویک – فرودگاه بین‌المللی کفلاویک [seasonal]

ایتالیا
- باری – فرودگاه باری
- بریندیزی – فرودگاه بریندیسی
- کالیاری – فرودگاه کگلیاری-الماس [seasonal]
- کاتانیا – فرودگاه کاتانیا-فونتاناروسا
- فلورانس – فرودگاه پره‌تولا
- لامتزیا ترمه – فرودگاه لامتزیا ترمه [seasonal]
- میلان - فرودگاه لینیت[۵]
- ناپل – فرودگاه ناپل
- البیا – فرودگاه اولبیا - کاستا اسمرالدا
- ریمینی - فرودگاه فدریکو فلینی [seasonal]
- رم – فرودگاه لئوناردو داوینچی-فیومیچینو
- ونیز – فرودگاه ونیز مارکو پولو

جرزی
- فرودگاه جرزی [seasonal]

مالت
- لاکا – فرودگاه بین‌المللی مالت [seasonal]

مونته‌نگرو
- تیوات – فرودگاه تیوات [seasonal]

لهستان
- کراکوف – فرودگاه بین‌المللی جان پل دوم کراکوف-بالیس
- ورشو – فرودگاه شوپن ورشو

پرتغال
- فارو – فرودگاه فارو
- فونچال – فرودگاه مادیرا
- Ponta Delgada – فرودگاه ژان پائولو دوم
- Terceira Island - فرودگاه لایس فیلد

رومانی
- بخارست – فرودگاه بین‌المللی هنری کواندا

صربستان
- بلگراد - فرودگاه بلگراد نیکولا تسلا

اسپانیا
- آلیکانته – فرودگاه آلیکانته-الچه
- Arrecife – فرودگاه لانزاروته
- بارسلون – فرودگاه بارسلونا-ال پرات
- فوئرته‌ونتورا – فرودگاه فوئرته‌ونتورا
- ایبیزا، اسپانیا – فرودگاه ایبیزا [seasonal]
- لاس پالماس – فرودگاه گرن کناریا
- مادرید – فرودگاه مادرید-باراخاس
- مالاگا – فرودگاه مالاگا
- مینورکا – فرودگاه منورکا
- پالما ده مایورکا – فرودگاه پالما د مایورکا
- سانتا کروس د لا پالما – فرودگاه لا پالما
- تنریف – فرودگاه تنریف جنوبی

سوئد
- یوتبری – فرودگاه گوتنبرگ-لاندوتر
- استکهلم – فرودگاه استکهلم-آرلاندا

سوئیس
- بازل – فرودگاه بازل-مولوز-فرایبورگ اروپا
- زوریخ – فرودگاه زوریخ focus city

## مقصدهای متوقف‌شده

### آفریقا
مصر
- قاهره – فرودگاه بین‌المللی قاهره

مالدیو
- ماله – فرودگاه بین‌المللی ابراهیم نصیر

نامیبیا
- ویندهوک – فرودگاه بین‌المللی ویندهوک هوسیا کوتاکو

آفریقای جنوبی
- کیپ‌تاون – فرودگاه بین‌المللی کیپ‌تاون

### آمریکا
کانادا
- ونکوور – فرودگاه بین‌المللی ونکوور

جامائیکا
- مونتگوبی – فرودگاه بین‌المللی سنگستر [seasonal charter][۶][۷]

ایالات متحده آمریکا
- لاس وگاس – فرودگاه بین‌المللی مک‌کاران

### آسیا
جمهوری خلق چین
- پکن – فرودگاه بین‌المللی پکن
- شانگهای – فرودگاه بین‌المللی شانگهای پودنگ

عراق
- سلیمانیه – فرودگاه بین‌المللی سلیمانیه

تایلند
- بانکوک – فرودگاه بین‌المللی سووارنابومی
- Phuket – فرودگاه بین‌المللی پوکت[۸][۹]

ترکیه
- بودروم – فرودگاه میلاس-بودروم

امارات متحده عربی
- دبی – فرودگاه بین‌المللی دوبی

### اروپا
اتریش
- کلاگن‌فورت – فرودگاه کلاگن‌فورت
- لینتس – فرودگاه لینز

بلغارستان
- بورگاس – فرودگاه بورگاس
- وارنا – فرودگاه وارنا

قبرس
- لارناکا – فرودگاه بین‌المللی لارناکا
- پافوس – فرودگاه بین‌المللی پافوس

آلمان
- برلین – فرودگاه برلین شونفلد
- برمن – فرودگاه برمن[۱۰]
- دورتموند – فرودگاه دورتموند[۱۱]
- ارفورت/وایمار – فرودگاه ارفورت-وایمار
- ممینگن – فرودگاه ممینگن
- Usedom – فرودگاه هرینگسدورف
- Weeze – فرودگاه ویزه
- تسوایبروکن – فرودگاه تسوایبروکن

یونان
- خانیا – فرودگاه بین‌المللی خانیا
- میکونوس – فرودگاه ملی جزیره میکناس
- ولس – فرودگاه ملی نا انچیالوس

ایتالیا
- میلان – فرودگاه میلانو مالپنسا[۵]
- پالرمو – فرودگاه پالرمو
- ورونا – فرودگاه ورونا

جمهوری مقدونیه
- اسکوپیه – فرودگاه اسکندر کبیر اسکوپیه

هلند
- آمستردام – فرودگاه اسخیپول آمستردام

نروژ
- اسلو – فرودگاه گاردرموئن اسلو[۱۲]

لهستان
- گدانسک – فرودگاه گدایسک لخ والسا[۱۳]

پرتغال
- لیسبون – فرودگاه لیسبون پورتلا
- پورتو – فرودگاه فرنسیسکو جسا کارنئیرو

روسیه
- کالینینگراد – فرودگاه خرابوروفو[۱۴]
- مسکو – فرودگاه بین‌المللی دوموده‌دوو[۱۴]
- سن پترزبورگ – فرودگاه پالکوو[۱۴]

اسپانیا
- آستوریاس – فرودگاه آستوریاس
- سیوداد رئال – فرودگاه سیوداد ریل سنترال
- مورسیا – فرودگاه مورسیا-سان یاویر
- سانتیاگو د کمپوستلا – فرودگاه سانتیاگو د کمپوستلا
- سویا – فرودگاه سن پابلو[۱۵]
- والنسیا – فرودگاه والنسیا

سوئد
- Arvidsjaur – فرودگاه ارویدسیاور
- یوتبری – فرودگاه گوتنبرگ سیتی

بریتانیا
- لندن – فرودگاه گاتویک
- لندن – فرودگاه استانستد لندن